# دارين شتاين
دارين شتاين (بالإنجليزية: Darren Stein)‏ هو منتج أفلام وكاتب سيناريو ومخرج أمريكي، ولد في 24 ديسمبر 1971 في كاليفورنيا في الولايات المتحدة.

## وصلات خارجية
- دارين شتاين على موقع IMDb (الإنجليزية)
- دارين شتاين على موقع ألو سيني (الفرنسية)
- دارين شتاين على موقع أول موفي (الإنجليزية)
- دارين شتاين على موقع قاعدة بيانات الأفلام السويدية (السويدية)
- دارين شتاين على موقع ديسكوغز (الإنجليزية)
- دارين شتاين على موقع قاعدة بيانات الفيلم (الإنجليزية)
- دارين شتاين على موقع كينوبويسك (الروسية)